# Esparver d'Ovambo
L'esparver d'Ovambo (Accipiter ovampensis) és una espècie d'ocell de la família dels accipítrids (Accipitridae). Habita sabanes i boscos de l'Àfrica Subsahariana, a Mali, Costa d'Ivori, Ghana, Benín, Nigèria, Camerun, el Txad, sud d'Etiòpia, nord i nord-est de la República Democràtica del Congo, Ruanda, Burundi, Uganda, Kenya, Tanzània, Zàmbia, Malawi, Moçambic, Zimbàbue, Angola, nord de Namíbia, Botswana i nord de Sud-àfrica. El seu estat de conservació es considera de risc mínim.
Pren el seu nom de l'antic bantustan d'Ovamboland, al nord de Namíbia.